# Биг Вотер (Јута)
Биг Вотер (енгл. Big Water) град је у америчкој савезној држави Јута.

## Демографија
По попису из 2010. године број становника је 475, што је 58 (13,9%) становника више него 2000. године.
| Група             | 2000.       | 2010.       |
| Белци             | 376 (90,2%) | 434 (91,4%) |
| Афроамериканци    | 0 (0,0%)    | 4 (0,8%)    |
| Азијати           | 1 (0,2%)    | 4 (0,8%)    |
| Хиспаноамериканци | 22 (5,3%)   | 14 (2,9%)   |
| Укупно            | 417         | 475         |